# Dramat modernistyczny
Dramat modernistyczny (łac. nowoczesny) – dramat powstały u schyłku XIX wieku i początku XX wieku i jest kojarzony epoką młodopolską. Dramat modernistyczny cechował się awangardą, elementami groteski, naturalizmu i dekadencji.
Poetyki dramatu modernistycznego:
- Dramat naturalistyczny – odtworzenie rzeczywistości w oparciu o własne studia i badania przy jednoczesnym unikaniu komentarzy odautorskich.
- Dramat symboliczny – najbardziej typowy element dramatu modernizmu. Dramat symboliczny jest dzieckiem epoki modernizmu. Charakteryzuje się on obecnością symbolu w dramacie, jest jego podstawowym elementem, przez co odstępuje od konwencji realistycznej.
- Dramat ekspresjonistyczny – chętnie korzystał z przesadzania, twórcy wyrzucali z siebie uczucia, emocje, używali jasnych kontrastów, np. pięknu przeciwstawiano brzydotę.

Przykłady dramatów modernistycznych:
- Wesele Stanisława Wyspiańskiego
- Szewcy Witkacego